# 2003 FIFA女子ワールドカップ・予選 (大陸間プレーオフ)
2003 FIFA女子ワールドカップの予選における大陸間プレーオフ（たいりくかん-）は、2003年7月に行われた女子サッカーの対戦である。同年9月に予定されていた同ワールドカップに参加する16チームの最後の出場枠をめぐり、北中米カリブ海地区（CONCACAFの出場枠は2.5）予選3位のチームと、アジア地区（AFCの出場枠は2.5＋当初開催国の中国）がホーム・アンド・アウェー方式（アウェーゴール方式採用）で対戦するものとされていた。
北中米カリブ海地区からはメキシコ代表が、アジア地区からは日本代表が進出し、第1試合をメキシコ（エスタディオ・アステカ）で、第2試合を日本（国立霞ヶ丘競技場）で実施した。結果は日本が1勝1分で勝利し、4大会連続4度目となる女子ワールドカップへの出場を決めた。
この一戦は2000年から相次いだ日本女子サッカーリーグ（L・リーグ）におけるチームの撤退・廃部などにより存続の危機に立たされていた当時の日本の女子サッカーにとって、翌年のアテネ五輪・アジア地区予選とともに人気復活のポイントとなったといわれている。

## プレーオフ進出まで

### AFC女子選手権
2003年6月、タイ王国で女子ワールドカップのアジア予選を兼ねて開催され、SARS（新型肺炎）の影響で開催を返上した中華人民共和国と、この大会の上位2チームが本戦出場を獲得し、さらにもう1チームがプレーオフに進出することになっていた。
日本は参加チームのなかで、地区内でトップクラスの中国と朝鮮民主主義人民共和国（北朝鮮）の次に位置し、4大会連続4度目の出場は確実と目されていた。
決勝トーナメント準決勝で北朝鮮に敗北した日本は6月21日に行われた大韓民国（韓国）との3位決定戦に進出。善戦はしたものの、ワンチャンスを決めた韓国に0-1で逃げ切られ、プレーオフで最後の望みを託すことになった。

#### 日本の戦績
- グループリーグB組1位（5チーム）
  - 6月9日 ○15-0フィリピン　（得点:大谷未央7点、小林弥生2点、荒川恵理子、宮崎有香、澤穂希、宮本ともみ、宮間あや、酒井與恵）
  - 6月11日 ○7-0グアム　（得点:澤穂希2点、丸山桂里奈2点、酒井與恵、矢野喬子、荒川恵理子）
  - 6月13日 ○7-0ミャンマー　（得点:大谷未央2点、小林弥生2点、澤穂希、磯﨑浩美、丸山桂里奈）
  - 6月15日 ○5-0チャイニーズタイペイ　（得点:澤穂希2点、小林弥生、丸山桂里奈、オウンゴール）
- 準決勝
  - 6月19日 ×0-3朝鮮民主主義人民共和国
- 3位決定戦
  - 6月21日　×0-1大韓民国

### CONCACAF女子ゴールドカップ
2002年10月から11月にアメリカ合衆国とカナダでおこなわれたこの大会は北中米・カリブ地区予選を兼ねて行われた。この大会、グループリーグ1組で2位となったメキシコは決勝トーナメントに進出。準決勝でアメリカ合衆国に敗れたが、同じく準決勝でカナダに敗れたコスタリカとの3位決定戦に勝利。優勝したアメリカ、準優勝のカナダに次ぐ3位となりプレーオフ進出を決定。1999年に続く2大会2度目の出場を目指すことになった。

#### メキシコの戦績
- グループリーグ1 2位（4チーム）
  - 10月27日 ×0-3アメリカ合衆国
  - 10月29日 ○5-1パナマ　（得点:ゴンザレス2点、サンドバル、レイバ、ドミンゲス）
  - 11月2日 ○2-0トリニダードトバゴ　（得点:ヘラルド2点）
- 準決勝
  - 11月6日 ×0-2カナダ
- 3位決定戦
  - 11月9日　○4-1コスタリカ　（得点:ドミンゲス2点、ゴンザレス、I・モラ）

## プレーオフ

### 第1戦
| 2003年7月5日 |

| メキシコ                                                  | 2 - 2    | 日本                            |
| イリス・アドリアナ・モラ 60分 · マレーネ・サンドバル 76分 | レポート | 小林弥生 51分 · 宮本ともみ 74分 |

| エスタディオ・アステカ（メキシコシティ） 観客数: 75,000人 |

前回の1999年アメリカ大会に続く連続出場を狙って、メキシコサッカー連盟は入場を無料とし、海抜2200mを越える高地にあるスタジアムに大量の観客動員を目論んだ。10万人収容といわれるこの会場には、実際に約7万人が訪れたといわれ、メキシコチームへの大応援団が形成された。日本女子代表は長旅の疲れなどから下痢などを起こし体調不良が続出という状況も重なるという悪条件のなかでの対戦となった。しかしこのように絶対的不利な状況下で前半をスコアレスでしのぐと、日本は後半開始早々に小林弥生のゴールで先制する。しばらくのちに追いつかれ、宮本ともみのゴール直後にも同点にされ引き分けに終わったが、「アウェーゴール」を採用したこの大会では、日本にとって非常に大きなアドバンテージとなった。
【メキシコ】
- 監督:レオナルド・クエジャル
- 出場選手
  - GK:パメラ・タホナル
  - DF:ルビ・マルレネ・サンドバル、モニカ・クリスティーヌ・ゴンザレス、マリア・デヘスス・カスティージョ（73分 MF スリム・ネレイダ・キナレス）、エリザベス・パトリシア・ゴメス
  - MF:モニカ・ベルガラ（55分 MF ジャネス・パルミラ・シオルディア）、ファティマ・レイバ、パトリシア・ペレス
  - FW:マリベル・ドミンゲス、イリス・アドリアナ・モラ、マイラ・ロサレス

【日本】
- 監督:上田栄治
- 出場選手
  - GK:山郷のぞみ
  - DF:磯﨑浩美、大部由美、山岸靖代、矢野喬子
  - MF:酒井與恵、澤穂希、小林弥生（72分 大野忍）、川上直子、宮本ともみ
  - FW:大谷未央

### 第2戦
| 2003年7月12日 |

| 日本                          | 2 - 0    | メキシコ |
| 澤穂希 56分 · 丸山桂里奈 83分 | レポート |          |

| 国立霞ヶ丘競技場（東京） 観客数: 12,743人 |

日本サッカー協会は女子代表を「ジャパンブルー」で青く染まったスタジアムで応援できるよう、それまでにない動員作戦を展開した。サッカー協会登録者や後援会会員などの関係者を無料で入場できる措置を取り、またインターネットを中心にサッカーファンの間で大一番を支えるサポーターが募られた。この日は19時からJリーグの試合があったが、青いレプリカユニフォームやTシャツを着た集団をはじめ、小学生くらいのクラブチームの団体などか多く集まり、またアウェー寄りにはメキシコを応援する緑色の集団もあって、観客は当時の国内女子サッカー試合で最多の12743人が集まった。
アウェーゴール採用のため0-0か1-1での引き分けでも進出できる日本に対し、勝利を絶対条件とするメキシコという構図。蒸し暑い気候のなかで全体的にスローペースながら、ともに積極的に攻撃を仕掛けていた。とくに24分にメキシコのコーナーキックから生まれたロサレスのヘディングシュートは日本のゴールキーパー・山郷のぞみの左脇をすり抜けるも、ゴールライン上で山本絵美が左足でクリアするというシーンもあった。しかし前半は無得点で終了した。
そして56分、山本のクロスを澤穂希がヘディングシュートで決め、日本が先制する。慣れない暑さと湿気により足が止まってきたメキシコは、失点を許した直後から波状攻撃で日本ゴールを襲うが、焦りからファールが多くなる。
終盤の83分、日本はセンターサークル付近でフリーキックを得ると、この位置からのロングフィードに、飛び込んできた丸山桂里奈が右足でボレーシュートを決め、日本に決定的な2点目が入った。
試合はそのままで終了し、ワールドカップ最後の1枠は日本のものとなった。
【日本】
- 監督:上田栄治
- 出場選手
  - GK:山郷のぞみ
  - DF:磯﨑浩美、大部由美、矢野喬子
  - MF:酒井與恵、川上直子、山本絵美、宮本ともみ、澤穂希、小林弥生（78分 FW 丸山桂里奈）
  - FW:大谷未央（89分 FW 荒川恵理子）

【メキシコ】
- 監督:レオナルド・クエジャル
- 出場選手
  - GK:パメラ・タホナル
  - DF:ルビ・マルレネ・サンドバル、モニカ・クリスティーヌ・ゴンザレス、エリザベス・パトリシア・ゴメス、スサーナ・モラ（78分 MF ルス・デルロサリオ・セサウド）
  - MF: ジャネス・パルミラ・シオルディア（46分 MFモニカ・ベルガラ）、ファティマ・レイバ、パトリシア・ペレス
  - FW:マリベル・ドミンゲス、イリス・アドリアナ・モラ、マイラ・ロサレス